# Wang Lü
Wang Lü (xinès: 王履; pinyin: Wáng Lǚ), conegut també com a Andao (xinès: 安道; pinyin: Ān Dào; camí pacífic) i Jisou (xinès: 畸叟; pinyin: Jī Sǒu; estrany vell), fou un pintor, poeta, cal·lígraf i metge xinès que va viure sota la dinastia Ming. Va néixer a Kunshan, prop de Suzhou, província de Jiangsu vers l'any 1332 i la data de la mort que alguna font indica, el 1391, és dubtosa. A part d'artista, va ser mestre i un metge amb sòlida formació. Va destacar com a pintor paisatgista influït per Xia Gui. Pintant paisatges no va seguir fidelment els mestres Yuan, va donar importància a pintar escenes de la vida real i va seguir l'estil dels paisatgistes del període Song Meridional. Va realitzar els dibuixos de l'àlbum relacionats amb la muntanya Hua Shan que visità als 51 anys, i pujà al seu cim. Es troben pintures seves, entre altres centres, al Museu del Palau de Pequín i al Museu de Xangai.